# Cardiochilos williamsonii
Cardiochilos es un género monotípico con una especie de orquídea de hábitos epífitas. Su única especie: Cardiochilos williamsonii P.J.Cribb    Se encuentra desde el sudoeste de Tanzania al norte de Malaui.

## Descripción
Es una orquídea erecta de hábitos epífitas, que alcanza un tamaño de hasta 8 cm de largo; las raíces de 1.5-2 mm de diámetro, que surgen en la base de la planta. Las hojas en 2-6 pares, dísticas, de 4-8 × 0.3-0.6 cm, lineales, conduplicadas. Las inflorescencias surgen en el vástago base y en las axilas de las hojas inferiores, con 1-2-flores. Pedúnculo de 2-3 cm de largo, pubescentes; ovario y pedicelo de 8 mm de largo. Flores no retorcidas de 8 mm de diámetro, de color verdoso a anaranjado-paja.

## Hábitat
Se encuentra a una altitud de 2200-2350 metros con hábito epífita en la base de la montaña y el bosque submontano, por lo general crece entre musgo y líquenes.

## Taxonomía
Cardiochilos williamsonii fue descrita por Phillip James Cribb y publicado en Kew Bulletin 32: 184. 1977.